# Фотоблог
Фотобло́г (англ. photoblog, photolog чи phlog) — форма обміну і публікування фотографій у мережі Інтернет у вигляді блогу. Головна відмінність такого блогу від інших блогів у тому, що тут увага концентрується на фотографіях, а текстовий та інший матеріал розглядається як допоміжний (наприклад, підписи до фото).
Фотоблоги виникли на початку 2000-х років.

## Різновиди фотоблогів
- Авторський — ведеться одним автором, зазвичай фотографом.
- Колективний — ведеться кількома авторами. Здебільшого це фотографи та фотожурналісти.
- Дайджест — містить не тільки фотографії, але і новини, як от фототури, оголошення від фотошкіл, оголошення про майстер-класи.